# Miyori no Mori
Miyori no Mori (ミヨリの森 Miyori no Mori?, lit. "Miyori's Forest") es el título de una serie manga de 2004 hecha por Hideji Oda, y la película de 2007 de anime basada en ella. Dos secuelas manga, Miyori no Mori no Shiki (ミヨリの森の四季?) y Zoku Miyori no Mori no Shiki (続・ミヨリの森の四季?). Fueron publicadas en 2007 y 2008.

## Anime
Una película de televisión fue producida por Nippon Animation y emitida por la cadena de televisión Fuji, el 25 de agosto de 2007 y fue el debut como director de Nizo Yamamoto, conocido por su dirección artística en una serie de películas del Studio Ghibli, así como La chica que saltaba a través del tiempo. Además en el proyecto helming, Yamamoto también fue el director artístico, y dibujó los guiones gráficos. La película reunió a Yamamoto con La chica que saltaba a través del tiempo del guionista Satoko Okudera. Yū Aoi actuó en la película como el personaje principal. Miyori no Mori tuvo un presupuesto de 210 millones de yenes ($1,7 millones de dólares), inusualmente alto para una película de televisión.

## Historia
La película comienza con una escena retrospectiva, desde que Miyori es un bebé. Mientras que en una visita de familia a sus abuelos en el pueblo de Komori, ella desaparece, mientras que su madre y su padre se pelean por estar tan lejos de la ciudad. Toda la familia esta en su búsqueda mientras el perro de sus abuelos, Kuro (que significa negro) sigue un sendero hasta un enorme cerezo sólo para encontrar a la bebé Miyori jugando con un oso cachorro. Cuando el perro ladra el oso de repente crece a un tamaño enorme y ruge, causando que Kuro quede completamente blanco. Mientras tanto, una multitud de espíritus del bosque aparece; y en particular el espíritu del árbol de cerezo (que se parece a una doncella celestial) recoge a Miyori y le dice que es su bosque. Nos enteramos después de que sus padres la encontraron en ese árbol y la bajaron.
Luego la historia salta diez años en el futuro. Miyori se ha convertido en una mal humorada, cínica con diez años de edad. Su madre ha abandonado recientemente la familia y su padre esta llevándola a vivir con sus abuelos ya que siente que no puede hacerse cargo de Miyori y trabajar al mismo tiempo. Miyori se considera a sí misma una chica moderna de una ciudad de Tokio y entonces se resiente de ser abandonada en el quinto pino. Aunque sus abuelos son muy agradables, Miyori es seria y generalmente distante. Sin embargo casi de inmediato,  cosas extrañas comienzan a suceder. En un paseo ella ve un tigre enorme y encuentra su camino hacia el viejo árbol de cerezo, que se quebró en medio de una fuerte tormenta en el último año. Cayendo dormida, ella tiene una pesadilla sobre su pasado (en la película es acerca del matrimonio de sus padres fallando y siendo intimidados, mientras que en el manga ella sueña que está en una especie de película de cine negro disparándole a sus padres con un arma de fuego). El sueño es consumido por un amigable espíritu del bosque (Moguri). Cada vez más y más espíritus se presentan a una Miyori incrédula, pero cada vez esta más sorprendida; ella también descubre que su abuela se considera una mujer sabia (aunque también es llamada una bruja) por los lugareños y es considerada la actual guardiana humana del bosque.
Miyori comienza la escuela, pero tiene dificultades para adaptarse, ya que no tiene idea de cómo tratar con la mezcla de niños de menor edad y los que también tienen diez años que son mucho más sinceros y directos que sus compañeros de clase en Tokio; también entra en conflicto con Daisuke, el payaso de la clase/matón. Su frustración aumenta a medida que los espíritus del bosque continúan molestándola, y en un intento de que la dejen sola, encuentra un manantial que está embrujado por el fantasma de una mujer que se suicidó. El fantasma le muestra Miyori que una presa pronto se construirá, sumergiendo todo. Miyori utiliza entonces esta información para burlarse de Daisuke, quien insiste en ir a la fuente para averiguarlo por sí mismo. Sin embargo, Daisuke no vuelve y sintiéndose culpable, Miyori va a buscarlo. Ella lo encuentra en las garras del fantasma (que odia a los hombres) y las dos luchan. Durante este combate, Miyori se enfrenta al hecho de que ella ha estado culpando a otros por su situación y decide empezar a avanzar de nuevo. Esta revelación le permite exorcizar el fantasma (que poseía un armiño) y salva a Daisuke. Los dos se hacen amigos; y Miyori decide tomar su trabajo como guardiana en serio y tratar de impedir que la represa sea construida.
Las personas del proyecto de la presa aparecen y comienzan "explorando la zona", en busca de una especie de águila en peligro. Explican que si la especie se encuentra entonces, la presa no puede ser construida ya que entonces se optaría por conservar la tierra. Miyori y los otros niños, pensando que van a ayudar; tratan de encontrarla ellos primero, pero Miyori de pronto se da cuenta de que van a necesitar más ayuda. Para complicar más las cosas, la madre de Miyori de repente aparece porque se siente sola (en el manga ella aparece con su nuevo pretendiente que es inestable y brevemente secuestra a Miyori. Ella se escapa ilesa con la ayuda de los espíritus). La mamá de Miyori le ofrece llevarla de vuelta a Tokio para que puedan vivir juntos. Miyori no está muy interesada en esta oferta ya que ella sabe los hábitos de su madre y en general su carácter egoísta. Durante la noche, Miyori llama a los espíritus a una reunión para pedirles ayuda para encontrar las águilas, pero ninguno de ellos tiene alguna idea de cómo encontrarlos. En una sugerencia, ella vuelve hacia el espíritu del viento (Fukurin) en busca de ayuda, y él a su vez se compromete a encontrar cualquiera de las águilas considerando que viven en el bosque. Al día siguiente, la madre de Miyori se dirige a casa, pero no antes de repetir su ofrecimiento; Miyori rechaza diciendo que a menos que su madre regrese junto a su padre, ella no lo tendrá en cuenta. Su madre está de acuerdo por lo menos en hablar con su padre (mientras que en el manga ella es mucho menos simpática y dice que desde que Miyori es su hija, ella no va a ser capaz de sobrevivir en el país).
Preocupado de que las águilas permanezcan prácticamente inmóviles en el bosque antes de que sea demasiado tarde, uno de los espíritus (Bokuriko) cambio de forma para aparecer como un águila, sólo para él (y los niños) para descubrir que las personas de la represa en realidad están buscando matar a las águilas y así allanar el camino a la presa que se construirá. Bokuriko escapa, pero está herido. Afortunadamente, él se curó gracias al espíritu del árbol de cerezo. A Miyori se le da una mayor comprensión sobre ella y el lugar de la selva en el mundo y se compromete a protegerla, incluso si debe sacrificarse. A continuación, recoge un gran número de espíritus y juntos se ponen de acuerdo para ayudarla a perseguir lejos a las personas presas.
Al día siguiente, muchos, muchos más cazadores aparecen para tratar de cazar al "águila herida". Miyori y los espíritus los asustan con las luces del día que viven fuera de ellos, mientras que los otros niños de la aldea les impiden escapar después de haber sido expulsados de la selva. Poco después la policía llegua a tomarlos en custodia y Daisuke y los demás echan un vistazo a Miyori montando uno de los espíritus del bosque. Un mes más tarde las cosas se han calmado y el periódico local informa de que una familia de águilas probablemente se ha trasladado a la zona, poniendo así fin a la oportunidad de construcción de la presa. Miyori dice alegremente que todos los espíritus que están a salvo y reafirma su deseo de quedarse y continuar protegiendo el bosque. La película termina con Miyori en el cerezo, que se está recuperando y va a florecer el próximo año.
Los últimos volúmenes del manga continúan siguiendo las hazañas de Miyori en el pueblo y el bosque.